# Jean Daullé
Jean Daullé (Abbeville, 18 de mayo de 1703-París, 23 de abril de 1763) fue un grabador francés.

## Biografía
Era hijo de Jean Daullé, platero, y de su esposa, Anne Dennel. A los catorce años recibió formación de un grabador llamado Robart, en el priorato de Saint-Pierre d'Abbeville.
Luego se trasladó a París y trabajó en los estudios de Robert Hecquet (1693-1775), también originario de Picardía. En 1735, su obra atrajo la atención del grabador y comerciante Pierre-Jean Mariette, quien le proporcionó recomendaciones profesionales. Poco después, el pintor Hyacinthe Rigaud se acercó a él y quiso convertirlo en su grabador oficial.
En 1742, Daullé fue recibido en la Académie Royale de Peinture et de Sculpture con su presentación Hyacinthe Rigaud pintando a su esposa a partir de una obra del propio Rigaud. También fue admitido como miembro de la academia de Augsburgo. Con el tiempo llegó a ser considerado grabador del rey, formó al futuro editor y comerciante de grabados Pierre-François Basan, así como al grabador alemán Jean-Georges Wille .
Hacia 1745 se casó con Gabrielle-Anne Landry y tuvieron cinco hijos. Abrumado por su numerosa familia, su trabajo se vio afectado.

## Obra
Grabó varios retratos y planchas de temas históricos y de otro tipo, que se ejecutan principalmente con el buril con un estilo claro y firme, lo que le da derecho a estar entre los artistas más capaces de su tiempo. Marcó sus obras con las siglas J.D. Las siguientes son sus principales láminas:

### Retratos

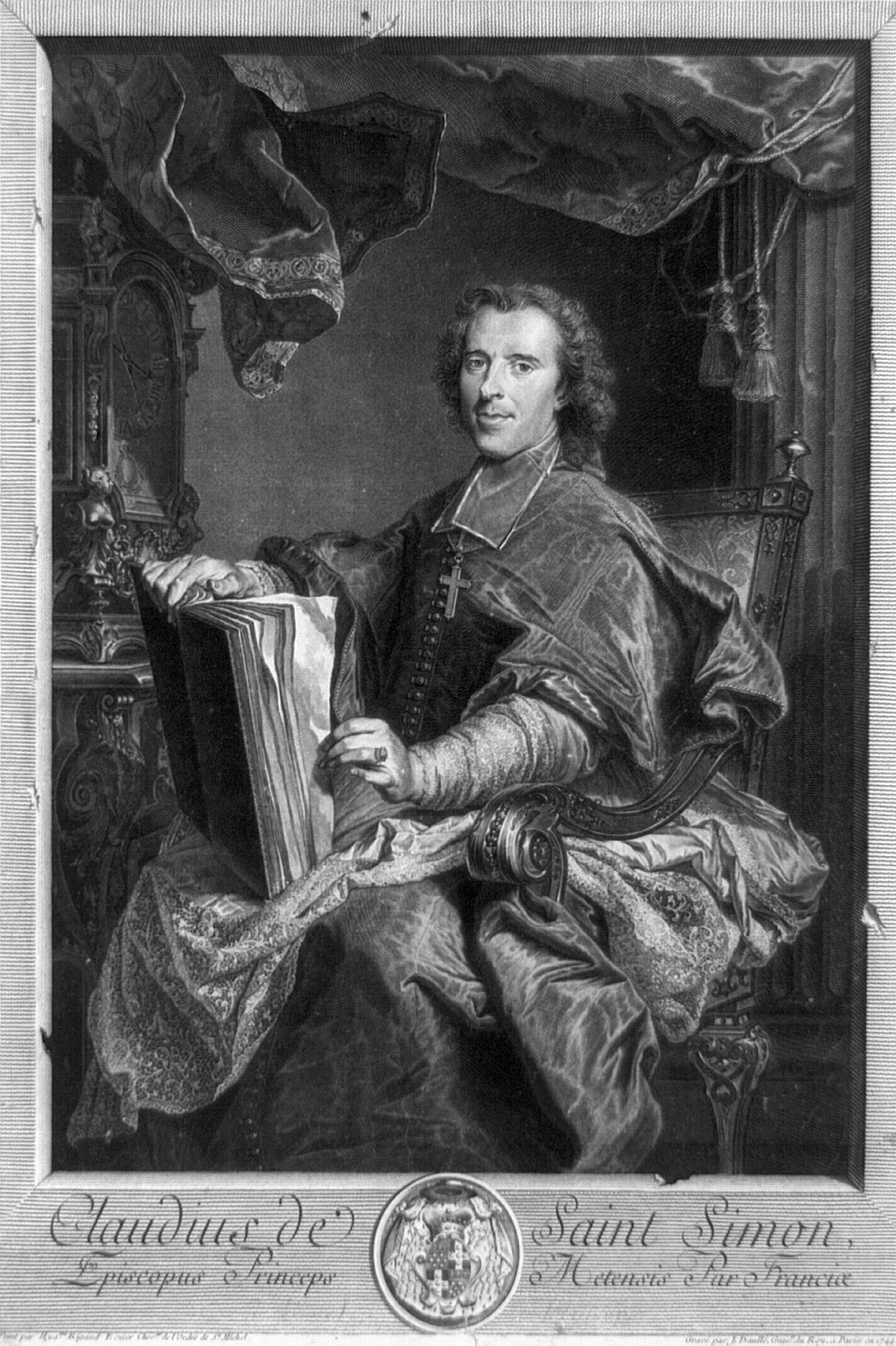
Claude Charles de Rouvroy de Saint-Simon, obispo francés, según Hyacinthe Rigaud

- Catalina, condesa de Feuquières, hija de Pierre Mignard; según Mignard.
- Hyacinthe Rigaud, pintado por él mismo con su esposa Elisabeth de Gouix; grabado para su recepción en la Academia en 1742.
- Margarita de Valois, condesa de Caylus; según Rigaud.
- Charles Edward Stuart, hijo del pretendiente .
- Clementina, princesa de Polonia, su consorte ; según David.
- Madame Favart, como 'Bastienne'; según Carle van Loo.
- Claude Deshayes Gendron, oculista; según Rigaud.
- Jean-Baptiste Rousseau; según Aved.
- Jean Mariette, grabador; según Pesne.

### Trabajos basados en varios maestros.

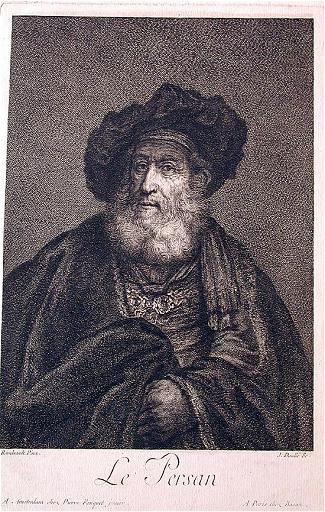
El persa, según Rembrandt

- La Magdalena; según Correggio ; para la Galería de Dresde .
- Diógenes con su Linterna; según Spagnoletto ; para la misma.
- Quos Ego; según Rubens.
- Los dos hijos de Rubens; según el mismo; para la Galería de Dresde.
- Neptuno apaciguando la Tempestad; según el mismo.
- Caridad con Tres Niños; según Albani.
- El triunfo de Venus; según Boucher.
- Los entretenimientos de la campaña; según Boucher.
- Latona; según J. Jouvenet.
- Cuatro sujetos marinos; según Joseph Vernet.
- El Baño de Venus; según Raoux.
- Dos sujetos; según G. Metsu.
- Júpiter y Calisto; según N. Poussin.
- Santa Margarita; según Correggio.
- Niño jugando con Cupido; según Van Dyck.

Una descripción detallada de las obras de este artista se encuentra en el 'Catalogue raisonné de l'oeuvre gravé de Jean Daullé d'Abbeville' de Delignière, 1872, 8.º